# Xin Zhilei
Xin Zhilei (en chino: 辛芷蕾) es una actriz china.

## Biografía
Estudió en la Academia Central de Arte Dramático (Central Academy of Drama).
En 2019 se reveló que estaba saliendo con el actor Zhai Tianlin.

## Carrera
Es miembro de la agencia Xin Zhilei Studio (New Classics Media).
El 12 de enero de 2018 se unió al elenco principal de la serie Mr. Right donde interpretó a Gu Yao, la atractiva excompañera de clase de Cheng Hao (Jin Dong).
En agosto del mismo año se unió al elenco recurrente de la serie Ruyi's Royal Love in the Palace donde dio vida a Jin Yuyan, quien más tarde se convierte en la Consorte Shujia (Jia), una mujer ambiciosa, manipuladora y malvada cuyo único objetivo en la vida es el de ganarse el favor del Emperador Qianlong (Wallace Huo), y no le importar si tiene que lastimar, matar e incriminar a los demás con tal de alcanzar sus planes.
El 3 de septiembre del mismo año se unió al elenco principal de la serie Battle Through the Heavens (también conocida como "Fights Break Sphere") donde interpretó a Medusa, la reina de la tribu serpiente y la segunda esposa de Xiao Yan (Leo Wu).
El 21 de enero de 2019 se unió al elenco principal de la serie Candle in the Tomb: The Wrath of Time donde dio vida a Hong Guniang, hasta el final de la serie el 26 de febrero del mismo año.
El 13 de junio del mismo año se unió al elenco principal de la serie Over the Sea I Come to You donde interpretó a Lin Sa, una mujer que trabaja en una empresa extranjera, hasta el final de la serie el 19 de julio del mismo año.
En noviembre del mismo año se unió al elenco de la serie Joy of Life donde dio vida a Haitang Duoduo, una mujer bendita de Qi del Norte, con grandes habilidades en artes marciales y la discípula más joven de Ku He.
En noviembre de 2020 se unió al elenco principal de la serie The Wolf donde interpretó a Yao Ji, una asesina que sigue las indicaciones de Chu Kui (Ding Yongdai) y que es experta en usar veneno.

## Filmografía

### Series de televisión
| Año             | Título                                | Personaje               | Notas        |
| --------------- | ------------------------------------- | ----------------------- | ------------ |
| 2022 - presente | I Am a Superstar                      | Rao Aimin               |              |
| 2022 - presente | Dream of a Salesman (Win The Future)  | Lu Jia                  |              |
| 2020 - 2021     | The Wolf                              | Yao Ji                  |              |
| 2019            | Joy of Life                           | Haitang Duoduo          | 12 episodios |
| 2019            | Over the Sea I Come to You            | Lin Sa                  | 46 episodios |
| 2019            | Candle in the Tomb: The Wrath of Time | Hong Guniang            | 21 episodios |
| 2018            | Battle Through the Heavens            | Medusa                  |              |
| 2018            | Ruyi's Royal Love in the Palace       | Jin Yuyan, Consorte Jia | 57 episodios |
| 2018            | Happiness Chocolate                   | Zhong Kuankuan          | 39 episodios |
| 2018            | Mr. Right                             | Gu Yao                  |              |
| 2015            | Embrace the Stars of the Moon         | Xia Mingyue             | 39 episodios |
| 2015            | Hua Xu Yin: City of Desperate Love    | Nangong Qing            |              |
| 2015            | Wang Dahua Revolutionary Career       | Jia Jiafeng             |              |
| 2014            | Miss Dong                             | Amiga de Miss Dong      |              |
| 2013            | Woman Gang                            | Gao Xinxin              |              |
| 2012            | Fall in Love with You                 | Li Jiaxuan              |              |
| 2011            | Painted Skin                          | Susu                    | 9 episodios  |

### Películas
| Año  | Título                                             | Personaje     | Notas                                                 |
| ---- | -------------------------------------------------- | ------------- | ----------------------------------------------------- |
| 2022 | The Perfect Blue                                   | Fang Yan      | junto a Fan Bingbing, Huang Xuan, Wang Ziwen y Li Qin |
| 2022 | The Fools Have Gathered                            | -             |                                                       |
| 2021 | Tempting Hearts                                    | -             |                                                       |
| 2021 | Schemes in Antiques                                | Huang Yanyan  |                                                       |
| 2021 | The Rescue                                         | Fang Yuling   | [ 16 ]                                                |
| 2020 | Yes, I Do!                                         | Chu Yi        |                                                       |
| 2017 | Brotherhood of Blades II: The Infernal Battlefield | Dai Baiying   |                                                       |
| 2016 | Blood of Youth                                     | Violoncelista | (cameo)                                               |
| 2016 | Crosscurrent                                       | An Lu         |                                                       |
| 2015 | Impossible                                         | Tian Jing     |                                                       |
| 2013 | Bunshinsaba 2                                      | Nana          |                                                       |
| 2012 | Haunting Love - "Love Drift"                       | Xiao Xiaoya   |                                                       |

### Programas de variedades
| Año        | Programa                           | Notas                     |
| ---------- | ---------------------------------- | ------------------------- |
| 2021       | Go Fighting! Season 7              | (ep. #7) - invitada       |
| 2018       | Ace vs Ace: Season 3               | (ep. #1) - invitada       |
| 2018       | Happy Camp                         | invitada                  |
| 2017, 2018 | The Birth of an Actor (演员的诞生) | (ep. #2, 9-11) - invitada |

### Eventos
| Año  | Título                              | Notas  |
| ---- | ----------------------------------- | ------ |
| 2019 | 3rd Annual T China Style Conference | [ 17 ] |
| 2018 | InStyle Icon Awards 2018            | [ 18 ] |

### Revistas / sesiones fotográficas
| Año  | Título                | Notas                                                 |
| ---- | --------------------- | ----------------------------------------------------- |
| 2021 | Marie Claire Now      |                                                       |
| 2018 | Harper’s Bazaar China | junto a Fan Bingbing, Huang Xuan, Wang Ziwen y Li Qin |
| -    | InStyle China         |                                                       |
| -    | GQ China              | [ 19 ]                                                |
| -    | OK! China             | [ 20 ]                                                |
| -    | So Figaro China       | [ 21 ]                                                |

## Discografía

### Sencillos
| Año  | Título             | Álbum               | Notas |
| ---- | ------------------ | ------------------- | ----- |
| 2019 | Crazy Waves (狂浪) | OST de "The Rescue" |       |
| 2012 | 蔷薇恋誓           | -                   |       |

## Premios y nominaciones
| Año  | Categoría                                           | Premio                                                     | Trabajo                               | Resultado |
| ---- | --------------------------------------------------- | ---------------------------------------------------------- | ------------------------------------- | --------- |
| 2019 | Best Actress                                        | Golden Bud-The Fourth Network Film And Television Festival | Candle in the Tomb: The Wrath of Time | Nominada  |
| 2019 | Best Actress                                        | Golden Bud-The Fourth Network Film And Television Festival | Over The Sea I Come To You            | Nominada  |
| 2019 | Best Performance by an Actress (Contemporary Drama) | 26th Huading Award                                         | Candle in the Tomb: The Wrath of Time | Nominada  |